# Wing (Dakota Północna)
Wing – miasto w Stanach Zjednoczonych, w stanie Dakota Północna, w hrabstwie Burleigh.